# 我要的幸福 (歌曲)
《我要的幸福》是收錄於新加坡歌手孫燕姿第二張個人專輯《我要的幸福》中的同名歌曲。於2000年11月20日首播，是專輯的第一波主打歌。歌曲由李偉菘作曲及製作，嚴云農填詞，Martin Tang編曲。歌詞描繪了人在追求幸福的過程中面對未知的踟躕及堅持。曲子則採用了流行音樂極少出現的5拍-6拍-5拍的不規則節拍。
歌曲一經發行，便收穫了來自各方各界的好評，不僅獲得了諸如台灣第12屆金曲獎最佳編曲人獎，新加坡933金曲獎十大金曲、最佳本地作曲，全球華語歌曲排行榜最佳作曲、年度二十大金曲，馬來西亞金曲紅人獎年度十大紅人金曲等專業獎項的肯定。同時在由台灣Hit Fm舉辦的2001年度百首單曲評選中，亦獲得第29名。這首歌也成為了孫燕姿的個人代表作之一。

## 創作與錄製
在首張同名專輯《孫燕姿》在市場上收穫巨大成功後，孫燕姿的唱片公司華納音樂迅速將孫燕姿的第二張個人專輯的籌備工作提上日程，發行日期定於12月9日，離首張專輯的發行日期僅間隔半年。對於專輯的主打歌，唱片公司仍指名由孫燕姿的恩師李偉菘/李偲菘兩兄弟創作。李偉菘表示，在接到寫歌的任務後，他開始揣摩孫燕姿在經歷首張專輯成功後的心情。李偉菘想象出孫燕姿在騎腳踏車的畫面，在一條面向太陽的筆直公路上，她應該用怎樣的速度，“若只是盲目的衝，搞不好路上會有坑怎麼辦？”，於是忽快忽慢的節奏在李偉菘腦中形成，一首流行音樂極少出現的擁有五拍-六拍-五拍不規則節拍的曲子孕育而生。這首歌的歌詞由嚴雲農創作，以“尋找幸福”為主題，歌詞中既有對未知生活的堅定信念，也包含了對自我選擇的坦然，傳遞出一種積極向上的態度。
由於曲子特殊且不規律的節拍，參與歌曲錄製的樂手均感到備受考驗，有鋼琴樂理基礎的孫燕姿在錄製過程中也曾因算不准節拍而沮喪落淚。製作人李偉菘建議她丟掉樂理的桎梏，不要拘泥在數拍子中，隨著感覺去唱。果然，在不刻意計算節拍的情況下，孫燕姿很順利的完成了歌曲的錄製。

## 音樂錄影帶
《我要的幸福》的音樂錄影帶由黃中平掌鏡，在台灣新北市完成拍攝。第一天的取景地為當時還尚未完工的新北市立鶯歌陶瓷博物館，孫燕姿身著由造型師李大齊挑選的白色羽絨服完成拍攝。第二天的取景地則為白沙灣，孫燕姿需要迎著海風在海邊彈琴完成拍攝。

## 獎項
- 2001年 台灣第12屆金曲獎 最佳編曲人獎
- 2001年 Hit Fm年度百首單曲第29位
- 2001年 新加坡933金曲獎 十大金曲
- 2001年 新加坡933金曲獎 最佳本地作曲
- 2001年 全球華語歌曲排行榜 最佳作曲
- 2001年 全球華語歌曲排行榜 年度二十大金曲
- 2001年 馬來西亞金曲紅人頒獎禮 年度十大紅人金曲
- 2002年 華語流行樂傳媒大獎 十大華語歌曲

## 工作人員名單
名單來自《我要的幸福》專輯內頁。
- 孫燕姿 - 主唱, 和聲
- 李偉菘 - 作曲, 製作人
- 嚴云農 - 作詞
- Martin Tang - 編曲
- 楊劍威 - 製作助理
- Alman - 陶笛
- Shih Tahir - 原音吉他
- Gary Gideon - 鼓
- Andy Peterson - 貝斯
- Sean Chan - 錄音師
- Geoffrey Lee - 錄音師
- 林正忠 - 混音師

## 其它翻唱版
台灣創作歌手黃宣，在演唱競技類綜藝節目《歌手2024》EP10中對此歌曲進行了重新改編，並在歌曲中加入了披頭四樂團的《Hey Jude》段落。